# 黑色五葉草
《黑色五葉草》（日语：ブラッククローバー，Black Clover）是日本漫畫家田畠裕基的少年漫畫作品，於《週刊少年Jump》2015年12號開始連載。電視動畫於2017年10月3日起在東京電視台等播出。「日本全國書店店員推薦漫畫2016」票選第三。「NEXT漫畫大獎2016」票選第九。「2015年值得一看的漫畫排行」票選第十二。截至2024年2月，全世界單行本累計發行量突破1900萬冊。
动画开播初期，有杂志访问集英社高桥编辑谈到：人气高的漫画以《JUMP》为首的几乎所有的编辑都打算让作品映像化。因为说不定可以像《一拳超人》、《我的英雄学院》、《東京喰種》那样把作品的优点传达给更多人，这样海外原作的人气也能得到提高。
2023年8月，作者表示「由於長期在周刊的連載造成漫畫製作時程和自己的執筆進度已逐漸無法配合」，於是和編輯商量後決定移籍至《Jump GIGA》上繼續連載。台灣則是於12月25日移籍至電子版《寶島少年EX》連載。

## 故事劇情
曾經險些遭到魔神毀滅的世界，拯救它的是一位被後世稱为“魔法帝”的魔導士……兩位被遺棄在教堂的男嬰長大後，一位是有卓越魔力跟魔法才能擁有四葉草魔導書的尤诺，另一位是魔法值為零但卻意外獲得黑色五葉草魔導書的亞斯塔……这是關於一位没魔力的少年却想要成为魔法帝的故事。

### 魔法騎士團入團篇
- 漫畫：第1卷第1話－第2卷第9話／動畫：第1集－第10集

活在魔法世界的亞斯塔及尤諾，從小就嚮往成為魔法騎士鋤強扶弱的生活，並立志要當上有最強魔導士之稱的──魔法帝。其後尤諾獲得了與初代魔法帝一樣的四葉草魔導書，並加入了三葉草王國最強的魔法騎士團金色黎明，而亞斯塔就得了外表漆黑且破爛的黑色五葉草魔導書，且在當時倒數第一的黑色暴牛的團長夜見‧介大的強制邀請下，加入了黑色暴牛團。兩人便展開了成為魔法帝的冒險。

### 魔宮攻略篇
- 漫畫：第2卷第10話－第3卷第21話／動畫：第11集－第19集

亞斯塔受到魔法帝的委託，與拉克、諾艾兒及一隻名為「小黑」的安智鳥一同到魔宮探索。在那裡遇上成為金色黎明團員的尤諾，米莫薩和克勞斯，並與之比試誰能最快攻下魔宮。途中遇上了鑽石王國的馬爾斯及洛塔斯，他們更打起來，單單馬爾斯一人就令尤諾他們處於下風，幸好亞斯塔在擊敗洛塔斯後及時出現，並打倒了馬爾斯。後來他們進入魔宮寶殿，亞斯塔及尤諾兩人分別獲得宿魔之劍和風精靈，再次打敗恢復過來的馬爾斯，一同逃離崩塌中的魔宮。

### 「白夜魔眼」王都襲來篇
- 漫畫：第3卷第22話－第5卷第37話／動畫：第20集－第27集

就在亞斯塔他們攻下魔宮，凱旋歸來並進行戰功授勛儀式時，「白夜魔眼」突然來襲，眾魔法騎士立即分批迎戰。在戰鬥時，敵人透露紅蓮獅子王的團長費根里昂就是他們的目標，就在這時他被敵人的空間魔法帶到另一個空間，在那個空間裏他遇上一名神秘人，他再次出現在眾人面前時，已經渾身躺血昏迷並且失去了右臂。即使亞斯塔他們多麼努力，還是不敵對手，亞斯塔亦被敵人帶回「白夜魔眼」的基地。不過魔法帝尤利烏斯早就在他們的基地恭候，並成功救回亞斯塔及虜走了他們的一名成員。而尤諾在這場王都保衛戰中覺醒了風精靈魔法，能夠使用自如。

### 「白夜魔眼」邂逅篇
- 漫畫：第5卷第38話－第6卷第56話／動畫：第28集－第37集

經過王都保衛戰一役後，亞斯塔獲得短假期，與芬拉爾，拉克一起參加聯誼會，在聯誼會上亞斯塔認識了蕾貝卡，之後還到蕾貝卡工作的地方玩耍，在那裡遇上了葛修和他的妹妹。就在早上開心玩樂後，晚上休息之際，突然整條村子的小孩都失蹤了，葛修的妹妹也不例外。原來一切都是「白夜魔眼」的陰謀，抓來的小孩是用來吸取他們的魔力，幸好亞斯塔，哥修及修女趕至，聯手擊敗敵人。
此時敵人的首領里希特來到，隨即擊倒哥修及修女兩人，剩下亞斯塔獨自面對強大的敵人，他完全毫無還擊之力，就在里希特向亞斯塔使出致命一擊時，夜見‧大介和芬拉爾及時出現，芬拉爾救走其餘的人離開，夜見則與亞斯塔一同對抗。因屬性相克的關係，夜見的暗魔法佔了上風，而逼使里希特使用最強魔法，就連平時從容的夜見亦感到不妙，當魔法使出的一剎那，哥修及芬拉爾重回戰場，哥修使出鏡魔法反射里希特的光魔法回他的身上，造成嚴重的傷害。
他們以為事情就此告一段落時，「白夜魔眼」中最強的三人「三魔眼」趕到並救回里希特，與此同時三位團長亦前來支援，於是他們再次陷入戰鬥裏。在激烈無比的戰鬥中，亞斯塔找到了機會，無聲無色地使用斷魔之劍重創里希特，使得里希特的封印魔法解除，釋放出龐大的魔力，逼使「三魔眼」使用封印魔法將其魔力封印並撤退。

### 海底神殿篇
- 漫畫：第6卷第53話－第9卷第74話／動畫：第38集－第50集

亞斯塔再次受到魔法帝的委託，聯同黑色暴牛的成員，到位於強魔地帶的海底神殿裏尋找魔石的下落。雖然到達了海底神殿，但要得到魔石，就得在大祭師的「遊戲」與海底神殿的魔導士對戰中勝出才能得到，就在比賽進行得白熱化時，「三魔眼」其中一位「絕望」維特突然亂入，使得黑色暴牛與神殿的魔導士聯手應戰。面對野獸般瘋狂又強大的維特，拉克、瑪格那及神殿的魔導士們一一倒下，甚至受了諾艾兒前所未有的一擊「海龍的咆哮」使其失去右臂，也能瞬間再生。在戰局一面倒下，亞斯塔不屈的精神，激勵了前輩芬拉爾和凡妮莎，使他們三人合作無間，成功擊敗維特。
但他發動自爆魔法，想將整個神殿炸毀與亞斯塔他們同歸於盡，就在此時夜見及時出現，使出就連空間都能斬斷的魔法將他殺死，並且取得魔石。就在回到王國不久後，鑽石王國正蠢蠢欲動進攻三葉草王國……

### 魔女之森篇
- 漫畫：第9卷第74話－第12卷第101話／動畫：第51集－第65集

隨著擊敗「三魔眼」維特後，三葉草王國再次受到鑽石王國的威脅。由八輝將其中三人所率領軍團，襲擊三葉草王國的邊境城市奇典，但八輝將很快就被金色黎明團和後來趕到的亞斯塔他們擊倒，卻埋下了下一次危機的種子......
就在上一次與「三魔眼」維特的戰鬥後，亞斯塔的雙手受到嚴重傷害，就連三葉草王國第一的恢復魔導士都無法醫治。於是乎，黑色暴牛的各位為了尋找醫治的方法，四處奔走，而凡妮莎就回到魔女之森找魔女王傳授解咒魔法給她，但代價是她不能再離開這裡。就在這時，鑽石王國軍團和「三魔眼」之一的「憎恨」法娜同時向著魔女之森進攻。在魔女之森無法獨自面對的挑戰下，魔女王經過盤算後決定把亞斯塔的雙手醫治好，讓他們一同保護魔女之森。
在擊倒敵人後，以為一切事情都告一段落時，魔女王突然出現，她使用魔法控制了亞斯塔，試圖將反魔法的力量據為己有，並想利用亞斯塔將所有人殺掉。受到這刺激和想保護他人的心之下，此時，凡妮莎覺醒了操縱命運的魔法，使魔女王的魔法失效。最終亞斯塔醫治好了雙手，並把魔石帶回黑色暴牛的基地。

### 王選騎士團篇
- 漫畫：第12卷第102話－第16卷第147話／動畫：第66集－第94集

星果祭即將到來，星果祭中，三葉草王國國王宣佈即將會組成王選騎士團討伐白夜魔眼(實情是魔法帝想看更多有趣且攻擊以外的魔法)。王選騎士團是由魔法騎士篩選組成, 篩選方法是三對三的對戰模式，各方有一個水晶，雙方需要想盡辦法破壞對手的水晶同時需要竭力保護自己的水晶不受破壞，先破壞對方的水晶一方勝利，合格者共20位。
在芬拉爾一隊對與蘭吉爾斯一隊對戰中，芬拉爾受蘭吉爾斯覺醒的不詳魔法力量擊倒而受重傷，亦因此發現蘭吉爾斯是背叛者，揭開了魔法帝舉行本次選拔考試的第二個目的—尋找魔法騎士團中無意識的背叛者。在本次選拔中尤諾、諾艾兒、安一隊獲得最終勝利。紅蓮獅子王團長梅雷歐雷歐娜·凡米里歐成為王選騎士團團長，亞斯塔、諾艾兒、拉克、佐拉、尤諾、克勞斯、米莫薩、芬拉爾、水色幻鹿團團長利爾，沒有參加選拔考試的魔法帝隨從魔導士柯布·波爾塔波爾特、席蘭·提姆及銀翼的巨雕團團長諾賽爾·希爾巴等人成為團員。

### 精靈轉生篇
- 漫畫：第16卷第148話－第22卷第214話／動畫：第95集－第122集

王選騎士團出發到白夜魔眼的據點—強魔地帶「格爾比特岩石帶」的浮遊魔宮，分成五組行動，分別突襲白夜魔眼守衞，希望擊潰首領里希特。
與此同時白夜魔眼的三位成員拉迪斯、維魯托斯及莎莉偷襲黑色暴牛團的基地，成功奪走擺放在基地的魔石。而里希特成功刺殺了魔法帝尤里烏斯，獲得由魔法帝親自保管的兩塊魔石，魔石正式收集完成。所有魔石鑲嵌在石版後，以白夜魔眼其餘成員的靈魂作為祭品，成功發動禁術·轉生魔法，以人類作為軀殼令精靈村所有精靈轉生。不少魔法騎士團團員被精靈化，唯獨被精靈化的尤諾仍有自主意識。
精靈復活後在三葉草王國引起騷亂，因對人類的不滿及憎恨而不斷攻擊人類，而未有被精靈化的魔法騎士成員盡力保護民眾。在戰鬥中亞斯塔發現第三把劍「滅魔之劍」能夠解除轉生魔法，成功拯救許多被精靈化的團員，在影之王宮中帕特利得知原來一切都是由惡魔造成，人類及精靈都受到惡魔的操縱而導致。與此同時芬拉爾把原本在石版的魔石鑲嵌在初代魔法帝的石像中，成功復活初代魔法帝。進入王宮的六人、帕特利及初代魔法帝成功擊敗惡魔。及後金色黎明團長凡強斯利用世界樹魔法及阿斯塔「滅魔之劍」的效果成功令所有精靈解除轉生，而三魔眼及帕特利(里希特)便繼續生存在三葉草王國。

### 紅心王國共鬥篇
- 漫畫：第22卷第215話－第23卷第228話／動畫：第123集－第129集

亞斯塔因擁有並使用來自惡魔的黑色之力，魔法議會以他作為推脱罪責(精靈轉生一事)的對象。審判途中魔法帝下令黑色暴牛調查惡魔，實質上是以延緩亞斯塔被判死刑。碧之薔薇團長夏洛特表示戈登家為詛咒魔法的名門世家，對查出惡魔的線索有幫助，於是亞斯塔、戈登、葛修及格雷四人拜訪戈登家。透過戈登爸爸內森的魔法得知紅心王國有嚴重的詛咒，於是阿斯塔、諾艾兒、米莫薩及芬拉爾四人到紅心王國進行調查。調查後發現紅心王國女王羅洛佩迪卡被惡魔梅基丘拉詛咒，於是約定三葉草王國的魔法騎士與紅心王國的精靈守護者於半年後攻打黑桃王國。

### 半年修行篇
- 此篇為動畫原創／動畫：第130集－第157集

亞斯塔等人為了在半年後進攻黑桃王國所進行的修行。

### 黑桃王國篇
- 漫畫：第24卷第229話－第26卷260話／動畫：第158集－第167集

### 黑桃王國攻略篇
- 漫畫：第26卷第261話－第331話／動畫：第168集－

### 最終章：直至最強魔法帝之人
- 漫畫：第33卷第331話-

## 用語

### 魔法
魔導書
通過魔導書獲取儀式獲得的個人專属魔導書，封面、大小、頁數並無一定的規格。王國所管理魔導書多為三葉草，四葉草則是極為稀少、被認為是傳說的魔導書，並有刻著黑色五葉草的反魔法黑魔導書的存在。
三葉草的魔導書代表誠實、希望和愛，第四葉中有「幸運」的存在，而第五葉裡有「惡魔」的棲息。
魔導書發現魔法的必要條件：
①與生俱來的才能是最大的因子。
②一心一意的研究與不懈的努力帶來的成果。
③罕見地，因陷入絕境而產生的強烈的意志與祈願給與其本人的力量的情況。
強魔地帶
顧名思義，有強大魔力的地區，有各式各樣的魔法現象阻止外來的侵入。 自然氣候多發，陷阱也很多不過同時往往隱藏很多不為人知的寶物。劇情中出現的魔宮、海底神殿、白夜魔眼基地都屬於此類。
魔(瑪那)
存在於世間也存於人體內的超自然能量。
魔導士透過消耗魔以發動魔法，對於魔的掌控程度衍生出魔力皮膚等進階的操作技巧。
魔力皮膚
魔導士將不斷持續性的精進自我魔力，以強化肉體機能所達到的極致狀態，施展魔力皮膚能讓原本施放魔法才會出現的: 魔法書屬性魔力在平時就籠罩自身。
魔力領域
魔力皮膚更加鍛練提升之後可將周圍漂浮的魔化為己用，字面意義的操縱領域的能力。在領域中可以將超過自身以上的魔力從任何角度施放出來（從敵人背後施放魔法也可以）。感知能力極度提高，超反應變得容易，也可以藉助魔力在空中隨意移動，令同樣的技能效果更加強大。

### 組織
魔法騎士團
由九支騎士團（黑色暴牛、金色黎明、銀翼大鷲、紅蓮獅子王、紫苑虎鯨、翠綠螳螂、碧之野薔薇、珊瑚孔雀、水色幻鹿）编制而成，魔法帝直属的戰鬥特化魔道士军团，是拼上性命守護國家的精銳部隊，因此受到民眾景仰。
在魔導書獲取儀式的半年後，會舉行一年一次徵選新人的入團考試。
王選騎士團（王撰騎士団，Royal Knights）
從魔法騎士團選拔出精英，組成最強的選拔隊去討伐白夜魔眼，目前已選拔完畢。
骑士团的披风（暂名）
魔导具（对魔法攻击有耐性）。九大骑士团的荣誉证明，上面绣有各自团徽。每个团员（包括团长）入团后都拥有一件。每个团以某一特定颜色为主，方便用来辨认属于哪个团的团员（例如黑色暴牛以黑色为主，金色黎明以土黄色+蓝色的毛绒，红莲狮子王以红色为主，银翼大鹫以白色羽绒+羽毛形下摆为主，碧之野蔷薇以蓝色为主，翠绿螳螂以绿色为主，水色幻鹿以青色为主，珊瑚孔雀以粉红色+菱形花纹为主，紫苑虎鲸以紫色为主）。

### 其他
魔法帝
從前解救國家的魔道士，之後歷任屢次解救國家的最強魔道士。想成為魔法帝，必須靠實績，否則無法成為立於眾人之上的存在。
魔導書獲取儀式
三葉草王國中每年3月都有一次授書儀式，年滿十五歲的少年都會聚集在魔導書塔進行授書。表面上是授書儀式實際上是魔導書選擇自己的宿主。那些天賦越強的孩子，就會被一些特殊的罕見的魔導書選中。
等級
三葉草王國的魔法騎士擁有顯示其實力的等級。等級以魔法帝最高，大致上分為五個等級，其中又各自分成一等到五等這五種等級。由高而低分別為魔法帝、大魔法騎士(騎士團長均為此等級，比如夜見)、上級魔法騎士(其中一等為副團長的等級，比如蘭吉爾斯)、中級魔法騎士以及下級魔法騎士。
戰功授勳儀式
在一年一度的授勳儀式前，得到規定數量的星星，等級就能上升並由魔法帝授予其新的等級。
魔導域階
在紅心王國和黑桃王國用來分辨魔法騎士強弱的指標，由零至九域劃分，零域最強，九域最弱。還有特殊的冥域，惡魔附身者或使用能夠對惡魔有影響的魔法的人都屬於此域階。目前已知的冥域魔道士有失去力量前的尤利烏斯・諾瓦克羅諾，夜見‧介大，塞蕾納，亞斯塔，威廉‧凡強斯，凡妮莎，格雷等人。
星果祭
此活動是發表從4月至次年的3月末這一年期間個騎士團獲得的星星數，以此決定該年第一的騎士團。

## 出版書籍

### 漫畫
| 卷數 | 日文標題 | 中文標題           | 集英社        | 集英社                 | 東立出版社     | 東立出版社             | 新星出版社 | 新星出版社             |
| 卷數 | 日文標題 | 中文標題           | 發售日期      | ISBN                   | 發售日期       | ISBN                   | 發售日期   | ISBN                   |
| ---- | -------- | ------------------ | ------------- | ---------------------- | -------------- | ---------------------- | ---------- | ---------------------- |
| 1    |          | 少年的誓言         | 2015年6月4日  | ISBN 978-4-08-880416-3 | 2016年1月11日  | ISBN 978-986-462-614-4 |            |                        |
| 2    |          | 守護者             | 2015年8月4日  | ISBN 978-4-08-880452-1 | 2016年3月7日   | ISBN 978-986-462-615-1 |            |                        |
| 3    |          | 王都集結           | 2015年10月2日 | ISBN 978-4-08-880489-7 | 2016年4月15日  | ISBN 978-986-462-616-8 |            |                        |
| 4    |          | 紅蓮獅子王         | 2015年12月4日 | ISBN 978-4-08-880567-2 | 2016年6月13日  | ISBN 978-986-462-936-7 |            |                        |
| 5    |          | 光                 | 2016年3月4日  | ISBN 978-4-08-880630-3 | 2016年8月9日   | ISBN 978-986-365-566-4 |            |                        |
| 6    |          | 斬斷死亡的男人     | 2016年5月2日  | ISBN 978-4-08-880672-3 | 2016年11月21日 | ISBN 978-986-470-405-7 |            |                        |
| 7    |          | 魔法騎士團團長會議 | 2016年8月4日  | ISBN 978-4-08-880751-5 | 2016年12月19日 | ISBN 978-986-470-845-1 |            |                        |
| 8    |          | 絕望VS希望         | 2016年10月9日 | ISBN 978-4-08-880792-8 | 2017年3月6日   | ISBN 978-986-482-138-9 |            |                        |
| 9    |          | 最强之團           | 2016年12月2日 | ISBN 978-4-08-880823-9 | 2017年4月5日   | ISBN 978-986-482-492-2 |            |                        |
| 10   |          | 戰場的決斷         | 2017年3月3日  | ISBN 978-4-08-881023-2 | 2017年5月2日   | ISBN 978-986-486-069-2 |            |                        |
| 11   |          | 什麼都沒有         | 2017年5月3日  | ISBN 978-4-08-881073-7 | 2017年7月10日  | ISBN 978-986-486-290-0 |            | ISBN 978-7-5133-5873-6 |
| 12   |          | 荊棘少女的憂鬱     | 2017年8月4日  | ISBN 978-4-08-881192-5 | 2017年9月28日  | ISBN 978-986-486-727-1 |            | ISBN 978-7-5133-5874-3 |
| 13   |          | 王撰騎士團選拔考試 | 2017年10月4日 | ISBN 978-4-08-881210-6 | 2017年11月23日 | ISBN 978-957-9652-50-6 |            | ISBN 978-7-5133-5875-0 |
| 14   |          | 金與黑的火花       | 2017年12月4日 | ISBN 978-4-08-881287-8 | 2018年1月25日  | ISBN 978-957-26-0386-4 |            | ISBN 978-7-5133-5876-7 |
| 15   |          | 勝者               | 2018年3月2日  | ISBN 978-4-08-881358-5 | 2018年4月30日  | ISBN 978-957-26-0895-1 |            | ISBN 978-7-5133-5877-4 |
| 16   |          | 結束與開始         | 2018年5月2日  | ISBN 978-4-08-881513-8 | 2018年7月6日   | ISBN 978-957-26-1263-7 |            | ISBN 978-7-5133-5883-5 |
| 16.5 |          | 魔導書書籤         | 2018年5月2日  | ISBN 978-4-08-881551-0 | 2019年1月25日  | ISBN 978-957-26-2059-5 |            |                        |
| 17   |          | 滅亡?救國?         | 2018年8月8日  | ISBN 978-4-08-881567-1 | 2018年11月16日 | ISBN 978-957-26-1719-9 |            | ISBN 978-7-5133-5884-2 |
| 18   |          | 黒色暴牛爆進!!!    | 2018年11月7日 | ISBN 978-4-08-881686-9 | 2019年2月14日  | ISBN 978-957-26-2190-5 |            | ISBN 978-7-5133-5885-9 |
| 19   |          | 兄弟               | 2019年1月4日  | ISBN 978-4-08-881693-7 | 2019年4月25日  | ISBN 978-957-26-2609-2 |            | ISBN 978-7-5133-5886-6 |
| 20   |          | 至今的生存意義     | 2019年4月4日  | ISBN 978-4-08-881757-6 | 2019年8月2日   | ISBN 978-957-26-3224-6 |            | ISBN 978-7-5133-5887-3 |
| 21   |          | 500年的真實        | 2019年7月4日  | ISBN 978-4-08-881840-5 | 2019年11月7日  | ISBN 978-957-26-3786-9 |            | ISBN 978-7-5133-5888-0 |
| 22   |          | 黎明               | 2019年10月4日 | ISBN 978-4-08-882049-1 | 2020年2月7日   | ISBN 978-957-26-4295-5 |            | ISBN 978-7-5133-5889-7 |
| 23   |          | 一片漆黑           | 2020年1月4日  | ISBN 978-4-08-882176-4 | 2020年6月5日   | ISBN 978-957-26-4750-9 |            | ISBN 978-7-5133-5890-3 |
| 24   |          | 希望與絕望的開幕   | 2020年4月3日  | ISBN 978-4-08-882254-9 | 2020年8月17日  | ISBN 978-957-26-5126-1 |            | ISBN 978-7-5133-5891-0 |
| 25   |          | 人類與邪惡         | 2020年7月3日  | ISBN 978-4-08-882346-1 | 2020年10月22日 | ISBN 978-957-26-5590-0 |            | ISBN 978-7-5133-5892-7 |
| 26   |          | 黑色誓約           | 2020年10月2日 | ISBN 978-4-08-882422-2 | 2021年3月15日  | ISBN 978-957-26-5956-4 |            | ISBN 978-7-5133-5893-4 |
| 27   |          | 從魔之儀           | 2021年1月4日  | ISBN 978-4-08-882529-8 | 2021年9月6日   | ISBN 978-957-26-6379-0 |            | ISBN 978-7-5133-5894-1 |
| 28   |          | 開戰               | 2021年4月2日  | ISBN 978-4-08-882594-6 | 2021年11月1日  | ISBN 978-957-26-6944-0 |            | ISBN 978-7-5133-5895-8 |
| 29   |          | 黎明未臨之夜       | 2021年7月2日  | ISBN 978-4-08-882712-4 | 2022年1月6日   | ISBN 978-957-26-7459-8 |            | ISBN 978-7-5133-5896-5 |
| 30   |          | 福音               | 2021年10月4日 | ISBN 978-4-08-882795-7 | 2022年4月7日   | ISBN 978-957-26-8023-0 |            | ISBN 978-7-5133-5897-2 |
| 31   |          | 正邪的恆心         | 2022年1月4日  | ISBN 978-4-08-882878-7 | 2022年9月2日   | ISBN 978-957-26-8597-6 |            | ISBN 978-7-5133-5898-9 |
| 32   |          | 藉口               | 2022年4月4日  | ISBN 978-4-08-883071-1 | 2022年11月3日  | ISBN 978-957-26-9240-0 |            | ISBN 978-7-5133-5899-6 |
| 33   |          | 最終宣言           | 2022年11月4日 | ISBN 978-4-08-883195-4 | 2023年5月4日   | ISBN 978-626-347-780-3 |            | ISBN 978-7-5133-5897-2 |
| 34   |          | 看著夜晚           | 2023年3月3日  | ISBN 978-4-08-883410-8 | 2023年8月7日   | ISBN 978-626-360-639-5 |            | ISBN 978-7-5133-5901-6 |
| 35   |          | 做得漂亮           | 2023年6月2日  | ISBN 978-4-08-883557-0 | 2023年10月20日 | ISBN 978-626-372-522-5 |            | ISBN 978-7-5133-5902-3 |
| 36   |          | 黑色羈絆           | 2024年2月2日  | ISBN 978-4-08-883665-2 | 2024年6月13日  | ISBN 978-626-02-1323-7 |            | ISBN 978-7-5133-5903-0 |
| 37   |          |                    | 2025年9月4日  | ISBN 978-4-08-884682-8 |                |                        |            |                        |

### 小說
| 卷數 | 日文標題 | 集英社        | 集英社                 |
| 卷數 | 日文標題 | 發售日期      | ISBN                   |
| ---- | -------- | ------------- | ---------------------- |
| 1    |          | 2016年8月4日  | ISBN 978-4-08-703400-4 |
| 2    |          | 2017年10月4日 | ISBN 978-4-08-703429-5 |

## 反響
截至2024年2月，全世界單行本發行量累計突破1900萬冊。

## 遊戲
| 發售年份 | 發售日期         | 遊戲名稱                                           | 遊戲類型 | 主機平台       | 開發廠商       | 遊戲人數        | 官方網站               |
| -------- | ---------------- | -------------------------------------------------- | -------- | -------------- | -------------- | --------------- | ---------------------- |
| 2018年   | 9月13日、9月14日 | 黑色五葉草 騎士四重奏 Black Clover Quarter Knights | ACT      | PS4、PC／Steam | 萬代南夢宮娛樂 | 1人 線上最多8人 | （页面存档备份，存于） |
| 2018年   | 11月14日         | 黑色五葉草 夢幻騎士團                              | RPG      | 手機遊戲       | 萬代南夢宮娛樂 | 1人             | （页面存档备份，存于） |

## 試作版動畫
2016年11月於Jump Super Anime Tour 2016活動上首映，為試作動畫，由XEBECzwei擔任動畫制作，導演為能戶隆。2017年5月2日隨漫畫第11卷以OVA形式同捆販售。

## 電視動畫
電視動畫於2017年10月3日開播，並由Studio Pierrot制作。在日本的東京電視網系列電視台播出。
受「2019冠状病毒病疫情」对日本的影响，本作的第133話及後續集數延期播出，复播日期為2020年7月7日。

## 動畫電影
2021年3月28日，《黑色五葉草》宣布推出動畫電影。片名之後揭曉為《黑色五葉草：魔法帝之劍》（ブラッククローバー 魔法帝の剣），2023年3月31日在日本院線和Netflix同步首映。主題曲〈Here I Stand〉為韓國音樂組合Treasure演唱。電影後來因新冠肺炎影響而導致發行日延期至6月16日。

## 資料來源
注釋
1. 中國大陸採用「黑色四葉草」為正式譯名，但據原作設定，亞斯塔之魔導書為黑色五葉魔導書，尤諾之魔導書為四葉魔導書，此譯名緣何將二者混淆，實不可解。

参考
1. ↑  . 2024-10-22. （原始内容存档于2024-10-22）.
2. ↑  田畠裕基のジャンプ新連載、魔法使えない少年が魔法使いの頂点目指す （页面存档备份，存于），コミックナタリー
3. ↑  . コミックナタリー (ナターシャ). 2023-08-21  [2023-08-21]. （原始内容存档于2023-08-21）.
4. ↑  .   [2024-02-05]. （原始内容存档于2024-02-05）.
5. ↑  Hodgkins, Crystalyn. . Anime News Network. 2021-03-28  [2021-03-28]. （原始内容存档于2022-12-17）.
6. ↑  . Natalie. Natasha, Inc. 2022-10-06  [2022-10-06]. （原始内容存档于2022-10-06） （日语）.
7. ↑  Mateo, Alex. . Anime News Network. 2022-10-06  [2022-10-06]. （原始内容存档于2022-12-17）.
8. ↑  Hodgkins, Crystalyn. . Anime News Network. 2022-12-16  [2022-12-16]. （原始内容存档于2022-12-29）.
9. ↑  . Black Clover: Sword of the Wizard King. 2023-02-17  [2023-02-17]. （原始内容存档于2023-03-31） （日语）.

## 外部連結
- 《黑色五葉草》-週刊少年Jump漫畫官網（页面存档备份，存于）（日語）
- 《黑色五葉草》漫畫官方的Twitter帳戶 （页面存档备份，存于）（日語）
- 電視動畫《黑色五葉草》官網（页面存档备份，存于）（日語）
- 電視動畫《黑色五葉草》東京電視台官網 （页面存档备份，存于）（日語）
- 電視動畫《黑色五葉草》官方的X（前Twitter）（日語）